# Die Affen rasen durch den Wald
Die Affen rasen durch den Wald ist ein deutsches Volks- und Kinderlied, das erstmals in den 1950er Jahren in Liederbüchern konfessionsgebundener Jugendgruppen erschien. Urheberschaft und Entstehungszeitpunkt des Liedes sind unklar.

## Inhalt
Das Lied handelt von einer Affenhorde, die nach einer Kokosnuss sucht, die anscheinend gestohlen wurde. Am Ende des Liedes stellt sich heraus, dass das Affenbaby die Kokosnuss an sich genommen hat. Jede Strophe beginnt mit einem einfachen Reim, in dem meist ein einzelnes Hordenmitglied bei der Suche vorgestellt wird. Hierauf folgt unmittelbar der mit „die ganze Affenbande brüllt“ beginnende Refrain. Die erste Strophe des Liedes lautet:
Die Affen rasen durch den Wald,	

der eine macht den andern kalt.	

Die ganze Affenbande brüllt:	

Wo ist die Kokosnuss,	

wo ist die Kokosnuss,	

wer hat die Kokosnuss geklaut?	

Wo ist die Kokosnuss,	

wo ist die Kokosnuss,	

wer hat die Kokosnuss geklaut?

## Entstehung und Rezeption
Der Volksliedforscher Ernst Klusen geht von der Entstehung im Umfeld von singenden Jugendgruppen ab 1945 aus. In Liederbüchern ist das Lied erst in den frühen 1950er Jahren nachzuweisen, etwa in Unsere Fahrtenlieder (1954), Der Turm (1954), Die Mundorgel (Ausgaben ab 1956) oder Das bunte Boot (1966). Mehrheitlich handelt es sich um Publikationen aus dem Bereich christlich orientierter Jugendarbeit. Mit der Zeit ging das Lied ins Repertoire der allgemeinen Kinderlieder ein, seit den 1970er Jahren ist Die Affen rasen durch den Wald dementsprechend vermehrt in Kinderliederbüchern und auch auf Musiktonträgern für Kinder zu finden. In einem Liederbuch von 1983 erschien der das Lied umdichtende Protestsong Die Sowjets und die USA gegen den NATO-Doppelbeschluss.
Gottfried Küntzel bezeichnet das Lied als einen „zum Grölen tendierenden Hordengesang“, nach Tobias Widmaier ist die Tatsache, dass es nicht schön gesungen werden müsse, der maßgebliche Grund für seine Beliebtheit. Als weiterer Grund wird angeführt, dass die Liedzeile „der eine macht den andern kalt“ den sozialen Normen entgegenstehe und das Lied dadurch „einen gewissen Kitzel“ biete. In manchen Versionen ist dem Lied eine Schlussstrophe angehängt, die hierzu mit „Und die Moral von der Geschicht: Klaut keine Kokosnüsse nicht“ einen Ausgleich schaffen soll.
Die Psychologin Grada Kilomba berichtet in ihrem Buch Plantation Memories (2008) von Erfahrungen schwarzer Menschen mit Alltagsrassismus, die durch das (von der Autorin als „deutsches Koloniallied“ eingeordnete) Lied ausgelöst wurden. Es transportiere Projektionen über Schwarze, die in der Gesellschaft wirksam sind, etwa die „Primitivisierung“ – die Vorstellung von Afrikanern als „unzivilisiert“, wild, rückständig, naturnah – oder die „Animalisierung“, d. h. die Projektion als wildes Tier, Affe, King Kong. Vor dem Hintergrund dieser Assoziationsketten beschreibt sie das Lied als Repräsentation kolonisierter Gebiete und ihrer Bewohner aus weißer Perspektive. Dass sich die kolonisierten Wilden gegenseitig abschlachten, wie es die Liedzeile über das „Kaltmachen“ suggeriert, sei ein typisches Motiv europäischer Koloniallieder. Der implizite Rassismus des Liedes wird nach Ansicht des Musikethnologen Nepomuk Riva durch den Musikstil unterstrichen, der persiflierend den afroamerikanischen Rock ’n’ Roll imitiert und damit auf das vor und nach 1945 gängige Stereotyp der „Negermusik“ verweist, sodass die Identifikation der Affen mit Schwarzen und Afrikanern im Zusammenspiel von Musik und Text assoziatorisch nahegelegt wird.
Anfang 2022 erwuchs darüber eine öffentliche Debatte, nachdem der ZDF-Digitalableger ZDFkultur am 13. Januar 2022 auf seinem Instagram-Profil „Around the Word“ eine Foto-Slideshow mit dem Titel „Rassismus im Kinderzimmer?“ veröffentlicht hatte. Auf sieben Kacheln wurden verschiedene Kinderlieder präsentiert – verbunden mit der Kritik, dass diese „rassistische Stereotype und Klischees reproduzieren“. In der taz forderte daraufhin Silke Mertens, das ZDF solle sich entschuldigen, denn nicht das Kinderlied sei rassistisch, sondern erst diese Einordnung desselben.